# Mayir
Mayir, ou Maïr (ماير), est un bourg du nord de la Syrie qui dépend administrativement du gouvernorat d'Alep et du district d'Azaz. Selon le recensement de 2004, Mayir comptait alors une population de 4 772 habitants. 

## Géographie
Mayir se trouve au nord-ouest d'Alep et proche de Kafr Naya au nord-est et de Nobl à l'ouest.

## Histoire
Kafr Naya et Mayir sont reprises aux rebelles par les forces loyalistes appuyées par l'aviation russe le 5 février 2016.